# Праздники Того
Праздничные дни в Того — дни, когда рабочие в Того получают выходной день.
| Дата                                          | Название праздника                | Местное название | Примечание |
| --------------------------------------------- | --------------------------------- | ---------------- | ---------- |
| 1 января                                      | Новый год                         |                  |            |
| 13 января                                     | День освобождения                 |                  |            |
| 27 апреля                                     | День независимости                |                  |            |
| Первый понедельник между 23 марта и 26 апреля | Светлый понедельник               |                  |            |
| 1 мая                                         | День труда                        |                  |            |
| Первый понедельник между 11 мая и 14 июня     | День Святого Духа                 |                  |            |
| 21 июня                                       | День мучеников                    |                  |            |
| 15 августа                                    | Вознесение Девы Марии             |                  |            |
| 23 или 24 сентября                            | Годовщина неудачной атаки на Ломе |                  |            |
| 1 ноября                                      | День всех святых                  |                  |            |
| 25 декабря                                    | Рождество                         |                  |            |

| Дата           | Название                  | Местное название | Примечания |
| -------------- | ------------------------- | ---------------- | ---------- |
| Шавваль 1      | Ид-аль-Фитр               | Korité           |            |
| Зу-ль-хиджа 10 | Праздник жертвоприношения | ’Ид аль-адха     |            |